# Les Aventures de Goopy et Bagha
Pour plus de détails, voir Fiche technique et Distribution.
Les Aventures de Goopy et Bagha (Goopy Gyne Bagha Byne) est un film indien réalisé  par Satyajit Ray, sorti en 1969. S'appuyant sur un conte pour enfant écrit par son grand-père Goopy Gyne Bagha Byne (Les Aventures de Goopy et Bagha) est une histoire musicale appartenant au genre fantasy et qui est étonnamment liée à son  temps, car il y a des passages quasi psychédéliques.

## Synopsis
Le chanteur Goopy et le percussionniste Bagha, tous deux chassés de leurs villages respectifs à cause de leurs horribles prestations, font connaissance dans la forêt. Là, ils rencontrent le roi des fantômes, qui content d'eux leur accorde trois vœux. Pour les rendre effectifs, ils doivent en même temps prononcer leur souhait et se frapper la main mutuellement. Munis du pouvoir d'obtenir de la nourriture par magie, de chaussures qui les emmènent instantanément là où ils veulent et surtout d'une merveilleuse habileté au chant et aux percussions, nos deux héros entament un périple fantastique qui les mène à la Cour d'un roi dont ils gagnent les faveurs en remportant un tournoi musical. Ils parviendront à empêcher le déclenchement d'une guerre imminente entre les États voisins de Shundi et Halla, pourtant dirigés par deux frères, mais dont l'un est sous l'influence néfaste d'un magicien qui a du reste également ensorcelé toute la population en la rendant muette. De fil en aiguille, grâce à leur habileté, les deux héros vont combattre les forces du mal et rétablir l'harmonie entre les frères et les royaumes, obtenant même de chacun la main d'une princesse...

## Fiche technique
- Titre : Les Aventures de Goopy et Bagha
- Titre original : Goopy Gyne Bagha Byne
- Réalisation : Satyajit Ray
- Scénario : Satyajit Ray et Upendra Kishore Raychowdhuri
- Production : Asim Dutta et Nepal Dutta
- Musique : Satyajit Ray
- Photographie : Soumendu Roy
- Montage : Dulal Dutta
- Décors : Bansi Chandragupta
- Pays d'origine : Inde
- Format : son Mono
- Genre : Aventure, comédie, fantastique, film musical
- Durée : 132 minutes
- Date de sortie : 1968

## Distribution
- Tapan Chatterjee : Goopy
- Robi Ghosh : Bagha
- Santosh Dutta : Roi de Shundi et Roi de Halla
- Harindranath Chattopadhyay : Le Magicien